# San Jorge el Porvenir
San Jorge el Porvenir är en ort i Mexiko.   Den ligger i kommunen San Juan Lalana och delstaten Oaxaca, i den sydöstra delen av landet, 400 km sydost om huvudstaden Mexico City. San Jorge el Porvenir ligger 226 meter över havet och antalet invånare är 226.
Terrängen runt San Jorge el Porvenir är kuperad åt nordost, men åt sydväst är den bergig. Runt San Jorge el Porvenir är det glesbefolkat, med 12 invånare per kvadratkilometer. Närmaste större samhälle är Santiago Jalahui, 5,8 km öster om San Jorge el Porvenir. I omgivningarna runt San Jorge el Porvenir växer huvudsakligen savannskog.